# Chó Kangaroo
Chó Kangaroo là một loài chó săn Úc có mục đích được xem là "loại" chó hơn được xem là một giống chó thuần chủng. Loài chó này được duy trì hoàn toàn bởi trò chơi săn bắn bằng thị lực và sự quan tâm nhỏ được thể hiện bởi các nhà lai tạo khi tham gia ANKC. Tuy nhiên, có một số cuộc thảo luận giữa một nhóm nhỏ thợ săn về việc bắt đầu một cơ quan đăng ký làm việc tập trung vào khả năng làm việc của những con chó này chứ không chỉ dựa trên ngoại hình của chúng.

## Hiện nay
Mặc dù có số lượng khá ít ỏi và tương đối hiếm, "chó roo" - cái tên rút ngắn thường gọi của Chó Kangaroo vẫn tồn tại như một loại chó trong cộng đồng nông thôn, nơi việc săn bắn thỏ và cáo vẫn là một trò tiêu khiển phổ biến. Ngoài việc được lai tạo để tiếp tục tồn tại, chó Kangaroo cũng thường lai với các giống chó khác và chó bò để tăng tốc độ và khả năng chịu đựng - đặc tính tốt trong một số giống chó.
Vai trò chính yếu của giống chó Kangaroo là sử dụng khả năng về khứu giác của chúng trong khi săn bắn, được biến đổi từ dòng dõi này đến dòng dõi khác, mặc dù hầu hết chúng có mũi có kích thước trung bình và dựa nhiều hơn vào tầm nhìn để săn bắt con mồi. Chó săn hươu hoặc Chó Kangaroo phối giống với Chó Great Dane hoặc Chó săn cáo cho các chó con có xu hướng thể hiện khả năng về khứu giác tốt hơn.